# Conrado (nombre)
Conrado es un nombre propio masculino de origen germano en su variante en español.
Proviene del antiguo germano Kuonrat, de kuoni (atrevido, temerario) y rat (consejo, consejero), por lo que significa "atrevido en el consejo, consejero audaz"(conrox).Etimológicamente, equivale al griego Trasíbulo.si

## Santoral
- 21 de abril: San Conrado, confesor, lego franciscano, bávaro.
- 26 de noviembre: San Conrado, ermitaño y abad italiano.
- 26 de noviembre: San Conrado, obispo de Constanza.

## Variantes
- Femenino: Conrada, Conradina.

### Variantes en otros idiomas
| Variantes en otras lenguas | Variantes en otras lenguas |
| -------------------------- | -------------------------- |
| Español                    | Conrado                    |
| Alemán                     | Konrad                     |
| Asturiano                  | Conráu                     |
| Búlgaro                    | Конрад (Konrad)            |
| Catalán                    | Conrad                     |
| Checo                      | Konrád                     |
| Corso                      | Conradu                    |
| Danés                      | Konrad                     |
| Euskera                    | Korrada                    |
| Finlandés                  | Konrad                     |
| Francés                    | Conrad                     |
| Georgiano                  | კონრად (Konrad)            |
| Griego                     | Κονράδος (Konrádos)        |
| Holandés                   | Coenraad, Koenraad         |
| Húngaro                    | Konrád                     |
| Inglés                     | Conrad                     |
| Islandés                   | Konráður                   |
| Italiano                   | Corrado                    |
| Latín                      | Conradus                   |
| Letón                      | Konrāds                    |
| Lituano                    | Konradas                   |
| Noruego                    | Konrad                     |
| Polaco                     | Konrad                     |
| Portugués                  | Conrado                    |
| Rumano                     | Conrad                     |
| Ruso                       | Конрад (Konrad)            |
| Sardo                      | Corràdu                    |
| Serbio                     | Конрад (Konrad)            |
| Siciliano                  | Corradu                    |
| Sueco                      | Konrad                     |